# メルクリン-6050
メルクリン-6050 コンピューターインターフェースは鉄道模型を制御するメルクリンデジタルを構成する装置の一つである。
インターフェースモジュールは6050と6051がカタログに掲載されているが6050にはコンピュータとのシリアルポートがある事を除けば同じである。
インターフェースはコンピュータからメルクリンデジタルでレイアウトに指令を送り機関車や信号機や分岐器を制御するための物である。s88から送り返される状態を検出して列車の位置を把握する。